# Федерація Даманхур
45°25′01″ пн. ш. 7°44′51″ сх. д. / 45.416915° пн. ш. 7.747598° сх. д.
Федерація Даманхур (ФД), або просто Даманхур, — комуна, екопоселення та духовна громада, розташована в регіоні П'ємонт на півночі Італії, приблизно за 50 км на північ від міста Турин.
Розташована у передгір'ях Альп у долині К'юзелла, що межує з національним парком Гран-Парадізо.
Спільнота має власну конституцію та валюту — Credito.
ФД названа на честь єгипетського міста Даманхур, де був храм, присвячений Гору.
ФД заснована в 1975 році Оберто Айрауді з приблизно 24 послідовниками, а до 2000 року їх кількість зросла до 800.
Група дотримується суміші нью-ейдж і неоязичницьких вірувань.
Прихильники Даманхура стверджують, що зростання та активність громади оживили місцевість.
ФД має центри в Європі, Америці та Японії.
Храм людства — низка підземних храмів, побудованих ФД, і є одними з найбільших підземних храмів у світі.

## Історія
У 1978 році група послідовників філософа, цілителя, письменника та художника Оберто Айрауді, відомого як Фалько, оселилася в наметах на гірському схилі на території комуни Відракко і почали будувати підземний храм.
Будівництво тривало чотирнадцять років, і лише в 1992 році на неї вперше звернули увагу влада.
Після довгих судових розглядів вони визнали історичну цінність храму та узаконили його самоврядну споруду
.
Підземний храм складається з дев'яти кімнат, розділених на п'ять рівнів, деякі зі стелями до 8 метрів.
Кімнати з'єднані сотнями метрів розкішно прикрашених тунелів, що займають 8500 м³.
Стіни та коридори храмів повністю вкриті фресками та скульптурами
.
Члени громади почали скуповувати будинки та земельні ділянки у навколишніх селах, де оселилися «сім'ї» — полігамні групи по 15—20 осіб.
Члени громади працюють у полі, на виноградниках, у художніх та ремісничих майстернях, у хлібопекарнях.
Вони також мають художні майстерні.
Вони можуть забезпечити себе всім необхідним для життя і навіть продають надлишки продуктів.
У громади є своя валюта під назвою «кредито», курс якої прив'язаний до євро, газета, початкова та середня школи для дітей, «університет» (з факультетами алхімії, медицини, подорожей у часі та зв'язку з космосом) та «науковий центр».

## Життя в Даманхурі
На початку було створено три відділи: школа медитації (обрядова традиція), соціальна (соціальна теорія, соціальна реалізація) та гра життя (для експерименту та для динаміки, життя як гра, зміни).
Нещодавно було додано четвертий відділ: Текнаркато (індивідуальне внутрішнє доопрацювання).
Члени спільноти можуть класифікувати себе на один із чотирьох рівнів залежно від рівня своєї прихильності: Члени спільноти рівня А спільно використовують усі ресурси та постійно проживають в поселенні.
Члени спільноти рівня B роблять фінансовий внесок і живуть там щонайменше три дні на тиждень.
Члени спільноти рівня C і D живуть поза поселенням.

Члени спільноти рівня C беруть повну участь у Школі медитації.
Крім того, жителі можуть призначити себе різними шляхами відповідно до їх особистої природи, наприклад, шлях лицаря (волонтерські послуги), шлях мистецтва та інтегрованих технологій або слова, шлях оракула (ритуал, музика, танець), шлях здоров'я (екологічний спосіб життя) або шлях монахів (життя поодинці) та езотеричних пар (життя в парі).
Більшість живуть у спільних квартирах; ці житлові громади разом утворюють громаду Даманхур.

## Критика
Ієрархічно структурована громада Даманхура часто розглядається як секта колишніми адептами ФД
.
За словами президента Італійського національного моніторингу психологічного насильства Патріції Сантовеккі, громада Даманхура відповідає характеристикам, типовим для психосекти.
До них відносяться відсутність можливості вільно розвиватися, жити без шантажу, маніпуляції через тиск однолітків, неможливість критики та вимоги повної покори, прощання з сім'єю, повне знеособлення особистості, позбавлення будь-яких рішень — обов'язок запитувати майстра, що потрібно зробити.

Деякі колишні послідовники повідомили про нібито психічне та фізичне насильство, яке вони зазнали протягом багатьох років.